# Guembe (España)
Guembe es un concejo y localidad española del municipio de Guesálaz, perteneciente a la Comunidad Foral de Navarra.

## Toponimia
El lugar se conoce en euskera como Guenbe.

## Geografía
La localidad se encuentra en la merindad de Estella, en la comarca de Estella Oriental.

## Historia
Hacia mediados del siglo XIX, el lugar, ya por entonces perteneciente a Guesálaz, tenía contabilizada una población de 150 habitantes. Aparece descrito en el noveno volumen del Diccionario geográfico-estadístico-histórico de España y sus posesiones de Ultramar de Pascual Madoz con las siguientes palabras:

GUEMBE: l. del valle de Guesala en la provincia, y c. g. de Navarra, audiencia territorial y diócesis de Pamplona (5 leguas), partido judicial de Estella (4 1/2): sit. á la falda de un monte llamado el Encinal, en terreno llano con vistas al S.; clima templado y combatido de todos los vientos se padecen inflamaciones: tiene 22 casas, que por su mala colocacion solo forman una plaza, casa consistorial y escuela para ambos sexos, frecuentada por 24 ó 30 alumnos, y dotada con 430 rs.: una fuente para el consumo del vecindario; igl. parr. (San Bartolomé), servida por un vicario; cementerio fuera de la pobl., en paraje ventilado, dos ermitas, (San Antonio y Ntra. Sra. del Camino). Confina el térm. N. Munarriz; E. Salinas de Oro, y S. y O. Vidaurre. El terreno es escabroso y de mediana calidad, con un monte titulado Encinal, poblado de encinas y bojes: en el mismo nace un arroyo que atraviesa junto al pueblo. Los caminos son locales en mediano estado: la correspondencia se recibe de Estella por balijero. prod.: trigo, avena, maiz, legumbres y vino; cria de ganado de toda clase, siendo preferido el lanar. pobl.: 22 vec., 150 alm. contr. con el valle. (V.)
(Madoz, 1847, p. 62)

En 2023, la entidad singular de población tenía empadronados 28 habitantes y el núcleo de población, también 28.

## Patrimonio

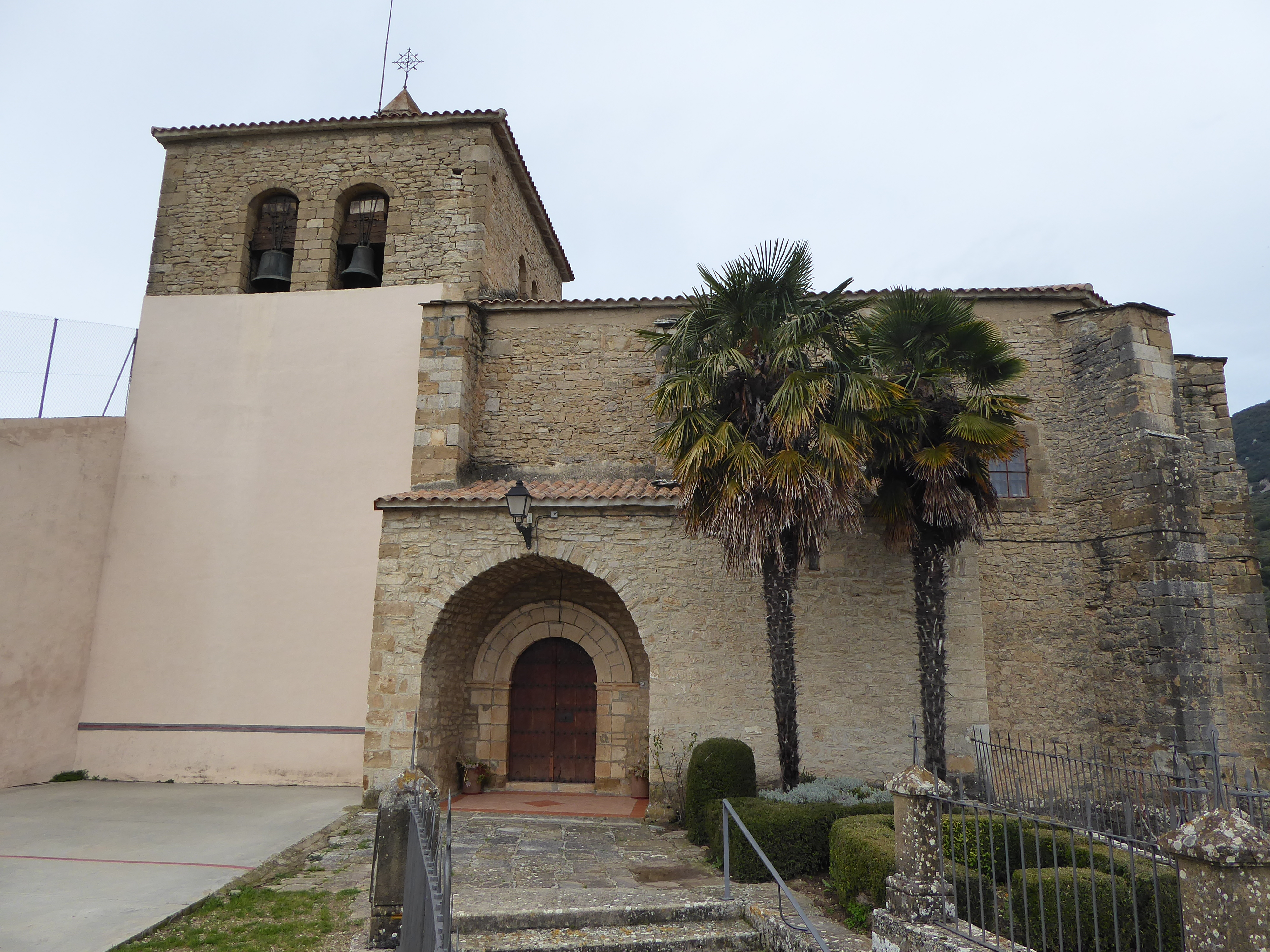
La iglesia de San Bartolomé

Hay en la localidad una iglesia de San Bartolomé.